# ۳۹ ماکیان
۳۹ ماکیان یک ستاره است که در صورت فلکی ماکیان قرار دارد.